# Sirio

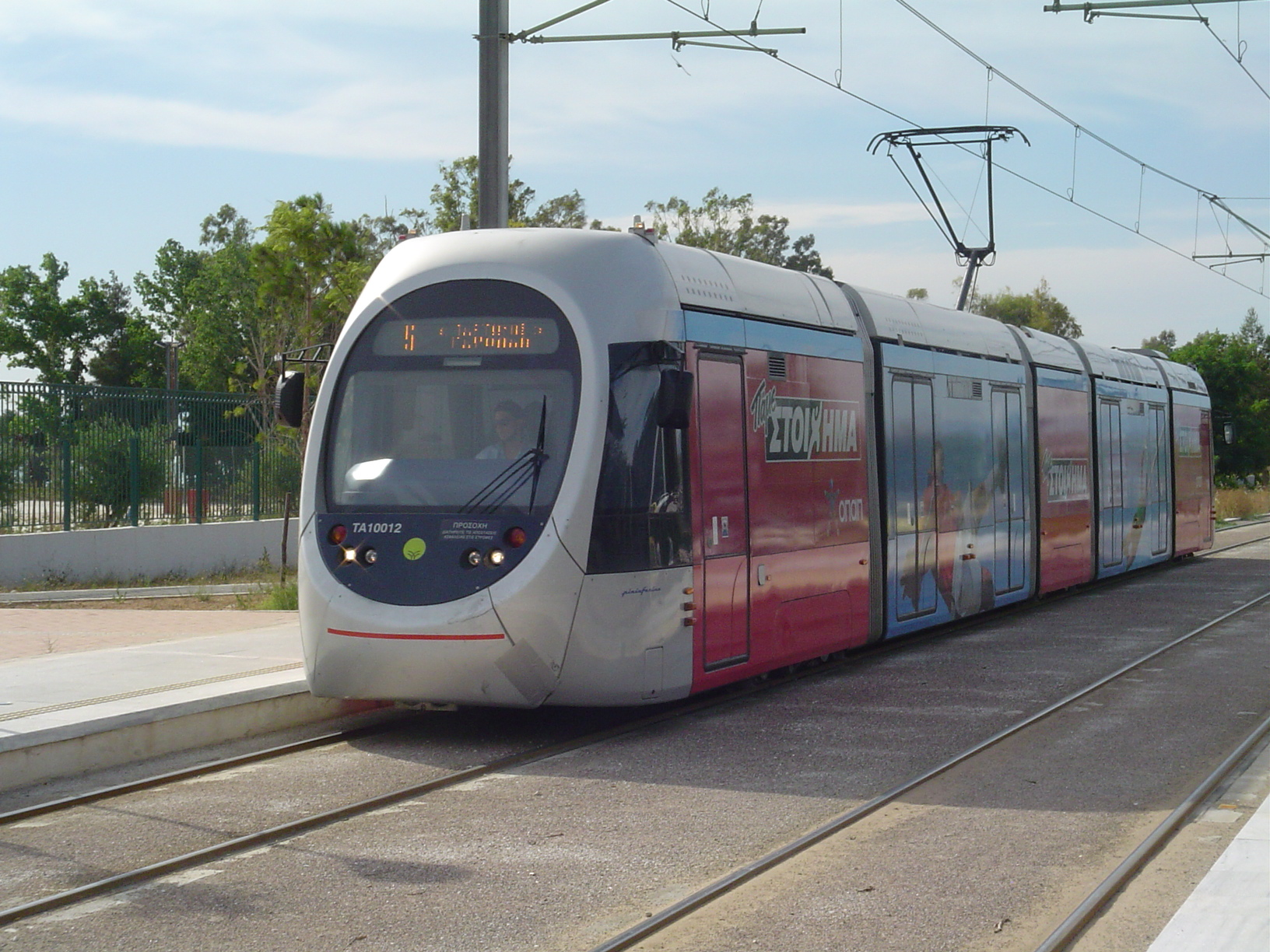
Sirio in Athene

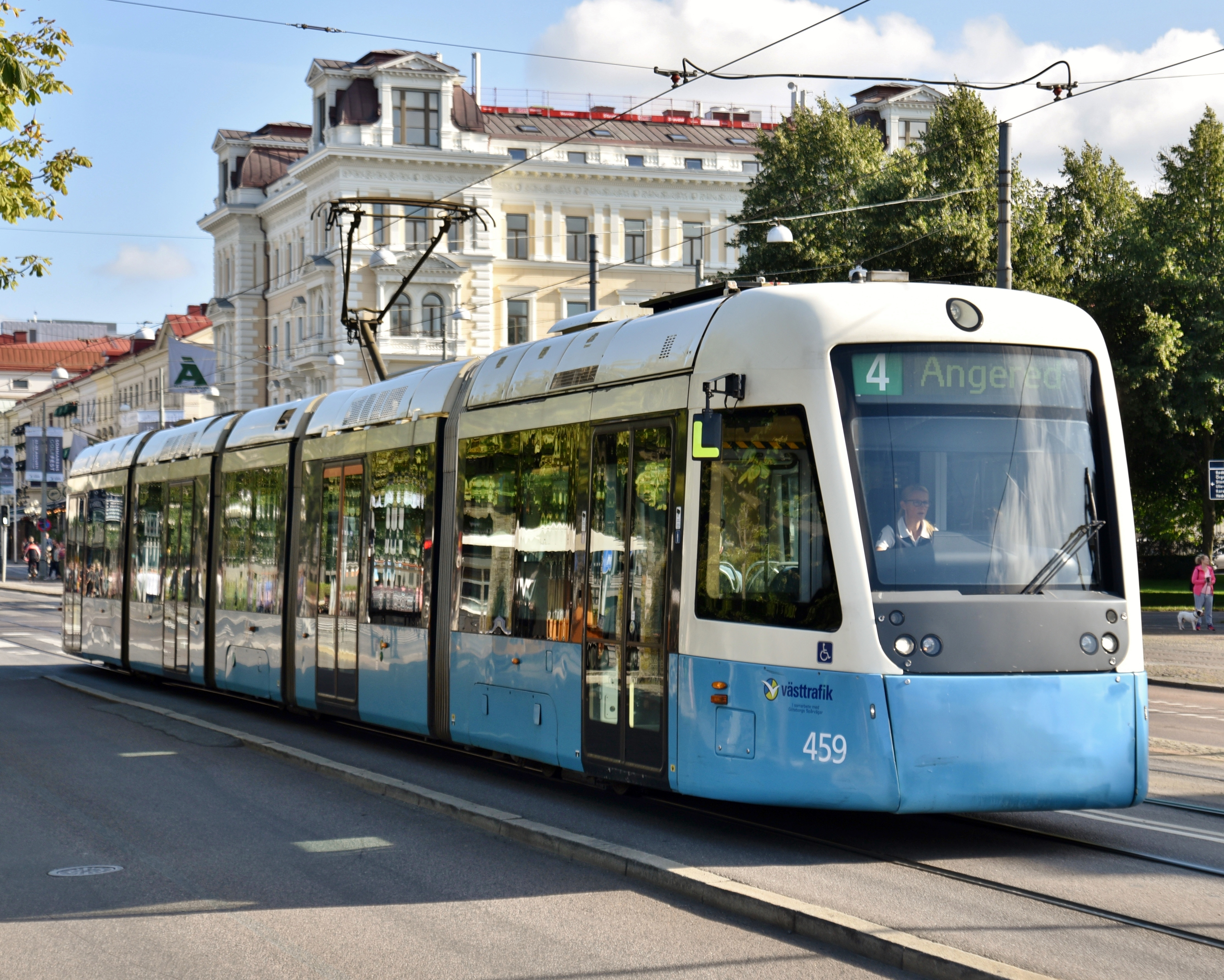
Sirio in Göteborg

De Sirio is een lagevloertram van rollendmaterieelfabrikant Hitachi Rail. Het Japanse Hitachi nam in 2015 AnsaldoBreda over, dit Italinaanse bedrijf ontwikkelde de Sirio.
Sirio trams zijn onder meer gekocht door de stadsvervoerbedrijven van Milaan, Napels, Athene en Göteborg.

## Milaan
ATM, het stadsvervoerbedrijf van Milaan heeft 93 Sirio's (eenrichtingsuitvoering) gekocht. In 2002 werden de eerste wagens in dienst genomen. De ATM bezit 35 zevendelige Sirio's (7100-serie) met een lengte van 35,35 meter. Deze trams hebben een capaciteit van 285 personen, met 71 zitplaatsen. De ATM bezit ook 58 vijfdelige Sirio's (7500-serie) met een lengte van 25,15 meter. Deze trams hebben een capaciteit van 191 personen, met 50 zitplaatsen. Beide typen Sirio's zijn 2,40 meter breed en zijn gebouwd voor de uitzonderlijke spoorwijdte van 1445 mm. De maximumsnelheid bedraagt 70 km/h.

## Göteborg
In 2001 werden 40 Sirio-lagevloertrams door Göteborg besteld bij AnsaldoBreda. Deze hebben de aanduiding M32 gekregen. In 2009 werd een optie van 25 Sirio-lagevloertrams besteld bij AnsaldoBreda.

## China
In China rijden, onder meer in Peking, door CRRC gebouwde Sirio trams.